# Ana Ayora
Ana C. Ayora (Miami, florida, 8 de julio de 1983) es una actriz estadounidense conocida por su papel de Nuria Soto en la película de 2013 The Big Wedding y como la diputada Nina Cruz en la serie original de Cinemax Banshee. También apareció en la película Captain Marvel del 2019.

## Biografía
Ana Ayora nació en Florida de padres colombianos, específicamente del departamento de Antioquia. Ayora creció multilingüe, con el inglés y el español como sus idiomas principales, ya que visitaba Colombia durante el verano. Comenzó a bailar ballet a una edad temprana, pero a los 20 tuvo que dejarlo debido a una lesión en el ligamento. Para entonces, Ayora había centrado su atención en la actuación después de que un amigo de la universidad se lo sugiriera. Ayora dijo: "Lo siguiente que supe fue que estaba reservando comerciales. Eso fue lo que me di cuenta de que me gustaba estar frente a la cámara actuando, en lugar de otros modelos"."
A pesar de haber sido fanática de películas como Annie desde muy joven, Ayora nunca se vio inicialmente como actriz. “Debo decir que mientras crecía no era muy aficionado al cine ni a la televisión, Era muy sociable y pasaba más tiempo fuera de casa que tirado en un sillón frente a una pantalla. Pero ahora estoy aquí, en este trabajo, ves cómo el destino acaba marcando tu camino de una forma u otra". Su carrera despegó cuando obtuvo pequeños papeles en proyectos como Marley & Me y Castle.
Continuaría trabajando en trabajos diurnos y nocturnos en American Apparel y en un club llamado Touch, el primero del cual saldría durante la hora del almuerzo para hacer una audición para los papeles. Ayora finalmente consiguió el papel de Nuria Soto en The Big Wedding, que se convirtió en su papel principal. Ayora carecía de un acento latino tradicional y tuvo que actuar con uno para la película.  Se unió al elenco de Capitana Marvel, que forma parte de la exitosa franquicia Marvel Cinematic Universe.

## Filmografía
| Año  | Título            | Rol             | Notas |
| ---- | ----------------- | --------------- | ----- |
| 2008 | Marley & Me       | Viviana         |       |
| 2011 | Phoenix Falling   | Katie Martinez  |       |
| 2013 | The Big Wedding   | Nuria Soto      |       |
| 2014 | Redeemed          | Julia           |       |
| 2016 | Ride Along 2      | Servidora       |       |
| 2017 | Cronología Humana | Ana             |       |
| 2019 | Capitana Marvel   | Agente Whitcher |       |